# مجدي عبد الحافظ
مجدي عبد الحافظ (8 نوفمبر 1953 - )، هو كاتب مصري وأستاذ مساعد بقسم الفلسفة بكلية الآداب، جامعة حلوان، عام 2000. ومدرس الفلسفة الحديثة والمعاصرة بقسم الفلسفة بكلية الآداب، جامعة حلوان، عام 1995..وحاصل علي ليسانس الآداب في الفلسفة من جامعة القاهرة، عام 1976. ودبلوم الجامعة لنهاية السنة التمهيدية للفترة الثالثة في الفلسفة المعاصرة من جامعة باريس، عام 1981. ودبلوم الدراسات المتعمقة في الفلسفة المعاصرة من جامعة باريس السوربون، عام 1982.ودبلوم الدراسات العليا من جامعة باريس، عام 1987. ودكتوراه في العلوم الإنسانية من جامعة باريس، عام 1991. 

## المناصب
- عضواللجنة القومية لتطوير التعليم في مصر.
- عضوالجمعية المصرية للدراسات التاريخية .
- عضوالجمعية الفلسفية المصرية .
- عضوجمعية الدراسات الشرقية بفرنسا .
- عضو لجنة الفلسفة بالمجلس الأعلى للثقافة.[1]

## المؤتمرات والندوات
- الندوة الدولية الثالثة لقسم الاجتماع بجامعة القاهرة، عام 1996.
- المؤتمر الدولى حول «صرع الحضارات أم محادثة الثقافات»، عام 1997.
- الوعى السياسى في مصر فيما بين عام 1795 وعام 1805، القاهرة، عام 1993.
- الفرد وعصر الاستنارة في مصر ندوة الفرد والمجتمع في عالم البحر المتوسط الإسلام .[1]

## المؤلفات
له الكثير من المؤلفات منها : خط وأبحاث وترجمات :

### الخط ومنها
- موسوعة عصر التنوير بالاشتراك، القاهرة، عام 1992.
- محادثة الحضارات أوصراع الثقافات بالاشتراك، القاهرة، عام 1997.
- قراءات في الفكر المعاصر: على هامش الألفية الثالثة، عام 1998.
- سلامة موسى بين النهضة والتطور، بيروت، عام 1999 .[1]
- مصر في مائة حدثة.
- فكرة التطور عند فلاسفة الإسلام[3]
- التطور والتوفيقية عند إسماعيل مظهر[4]
- محاورة ديكارت : البحث عن الحقيقة بواسطة النور الطبيعي[5]
- مائدة أفلاطون كلام في الحب[6]
- التلفزيون خطر على الديمقراطية
- الثورة المصرية من خلال وثائق حقيقية وصور التقطت أثناء الثورة - الجزء الأول
- الثورة والتاريخ: 1919 بعد مائة عام
- الثورة المصرية من خلال وثائق حقيقية وصور التقطت أثناء الثورة - الجزء الثان

### الأبحاث ومنها
- الاشتراكية والفكر المصرى الحديث، القاهرة، عام 1992.
- فلسفة التطور ودراسات عربية تطبيقية على اللغة، القاهرة، عام 1997.
- الحداثة وما بعد الحداثة في الفكر الفرنسى المعاصر، الجزائر، عام 2002.[1]

### الترجمات ومنها
- كارل بوبر، جون كوندرى.
- صبرى السوربونى، الثورة المصرية، عام 2003.
- أرنست رينان، جمال الدين الافغانى .[1]